# Hendecourt-lès-Ransart
Hendecourt-lès-Ransart – miejscowość i gmina we Francji, w regionie Hauts-de-France, w departamencie Pas-de-Calais.
Według danych na rok 1990 gminę zamieszkiwały 123 osoby, a gęstość zaludnienia wynosiła 56 osób/km² (wśród 1549 gmin regionu Nord-Pas-de-Calais Hendecourt-lès-Ransart plasuje się na 1079. miejscu pod względem liczby ludności, natomiast pod względem powierzchni na miejscu 896.).